# ボクキミビリーバー
「ボクキミビリーバー」は、2010年9月1日に発売されたghostnoteの5枚目のシングル。

## 解説
前作「アマノガワ」から1年1ヶ月10日ぶりでのリリースとなるシングル。PVを収録したDVD付き期間限定盤シングルである。ジャケット・PVには主題歌として起用されている読売テレビ・日本テレビ系木曜ナイトドラマ『日本人の知らない日本語』で主演を務める仲里依紗が出演している。

## 収録曲
1. ボクキミビリーバー
  - 読売テレビ・日本テレビ系木曜ナイトドラマ『日本人の知らない日本語』主題歌
2. シャララハートビート
  - c/w1曲目。学びMAXの市進CMソング
3. 夢
  - c/w2曲目。「ファジアーノ岡山」イメージソング